# Horama viridifusa
Horama viridifusa är en fjärilsart som beskrevs av William Schaus 1904. Horama viridifusa ingår i släktet Horama och familjen björnspinnare. Inga underarter finns listade i Catalogue of Life.